# Mystacoleucus chilopterus
Mystacoleucus chilopterus är en fiskart som beskrevs av Fowler, 1935. Mystacoleucus chilopterus ingår i släktet Mystacoleucus och familjen karpfiskar. IUCN kategoriserar arten globalt som livskraftig. Inga underarter finns listade i Catalogue of Life.